# Besleria labiosa
Besleria labiosa är en tvåhjärtbladig växtart som beskrevs av Johannes von Hanstein. Besleria labiosa ingår i släktet Besleria och familjen Gesneriaceae. Inga underarter finns listade i Catalogue of Life.